# Rafael Pineda Ponce
Rafael Pineda Ponce (San Miguel Guancapla, 18 de agosto de 1930 - Tegucigalpa, 24 de enero de 2014) fue un profesor y político hondureño de orientación liberal, presidente del Congreso Nacional de Honduras en el periodo de 1998-2002.

## Formación
Rafael Pineda Ponce nació en San Miguel Guancapla, el 18 de agosto de 1930. Hijo de Juan Rafael Pineda López y María Ponce, en una pequeña casa construida por sus abuelos, Caridad López Morales y Juan Rafael Pineda Flores. La casa estaba ubicada entre Liber de Agua Zarca y Los Arrayanes al lado del Río Tocó en el municipio de San Miguel Guancapla del departamento de Intibucá. Vivió aquí durante los primeros seis años de su vida. Pineda Ponce tenía una hermana mayor, Consuelo, y dos hermanos menores, Rafael y Carlos (Carlitos). Carlitos fue asesinado cuando niño entre San Miguelito y El Líber cuando regresaba a su casa después de vender dulce de rapadura.
Cuando Rafael tenía seis años, su madre, María Ponce, regresó a su hogar de infancia en Guatemala con su familia, donde murió poco después. Después de que su madre se fue, Juan Pineda López colocó a Rafael y sus hermanos para vivir con parientes. Rafael primero fue a la ciudad de La Esperanza, Intibucá, y luego se fue con su hermana Consuelo a vivir con su tío, Filadelfo López Morales, en la Villa de Cofradía, en el departamento de Cortés. Completó su educación primaria alternando tres escuelas "Lempira" en Cofradía, y "Juan E Flores" y "Valero Meza", ambas en La Esperanza. En las tres escuelas fue muy apreciado por sus profesores. Rafael comenzó su educación secundaria en el Instituto Departamental de Occidente (posteriormente la Escuela Normal de Occidente, hoy la Universidad Pedagógica Nacional Francisco Morazán). Se trasladó a la Escuela Normal de Varones en Tegucigalpa, donde recibió el certificado de Maestro de Educación Primaria. Obtuvo una Licenciatura en Ciencias y Letras en el Instituto José Trinidad Reyes en San Pedro Sula.
En La Esperanza, durante los años tercero y cuarto en la escuela normal, Pineda Ponce fue elegida Presidente de la sociedad Pro-cultural, que constituyó la posición más honorable que un estudiante pudiera obtener en ese momento. Cuando se graduó fue galardonado con la Medalla de Oro Padre Trino como el estudiante de educación secundaria más destacado, presentado en el Palacio Municipal de San Pedro Sula.
En 1965, Pineda Ponce fue al Universitária Armando de Salles Oliveira, en São Paulo, Brasil para especializarse en Educación de maestros (Especialista en Formación de Maestros). Este período lo expuso a algunos de los más distinguidos educadores en América Latina. Allí, el 14 de abril, fue elegido como el orador principal en el Día de las Américas, donde dio un largo discurso. En la vida sería conocido como un escritor prolífico y un gran orador de Honduras.

## Vida familiar
Rafael Pineda Ponce nació de Juan Rafael Pineda López y María Ponce con una hermana mayor, Consuelo. Rafael Pineda Ponce estuvo casado con María Lidia Espinoza, que concibió a sus cuatro hijos, Alicia, Rafael, Octavio y Mario Pineda Espinoza.

## Vida política
Rafael Pineda Ponce fue militante del Partido Liberal de Honduras (PLH). En 1980 fue nombrado Secretario del Ministerio de Educación Pública durante el gobierno provisional de Policarpo Paz García. Pineda Ponce fue un ideólogo del Partido Liberal de Honduras. Además de alentar a muchas personas a postularse para un cargo después del retorno a la democracia en 1980, participó en muchas iniciativas legislativas, entre ellas las siguientes:
- El Código de la Niñez y la Adolescencia
- El Estatuto del Docente hondureño
- El establecimiento del Servicio Militar Voluntario
- El Decimocuarto mes de salario a los empleados públicos
- Ley de la Comisión de Banca y Seguros
- Ley de Instituciones Financieras
- Ley de Fomento a la Producción
- Ley de Protección a la Caficultura
- Ley de Equidad Tributaria
- Reformas a la Ley Marco del Subsector Eléctrico
- Fomento a la Producción y Compensación Social
- Incremento presupuestario al PRAF[nota 3]
- Reforma constitucional para la creación de la Policía Nacional
- Nuevo Código Penal
- Elevación a la categoría de figura constitucional al Comisionado de los Derechos Humanos
- Ley Orgánica de la Policía
- Ley de Concesiones
- Ley de Incentivos a la Actividad Turística
- Nuevo Código Procesal Penal

En las elecciones generales de Honduras de fecha 30 de noviembre de 1997, donde salió victorioso el candidato presidencial del Partido Liberal, Carlos Flores Facussé, Pineda Ponce fue nombrado presidente del Congreso Nacional de Honduras durante el período de 1998-2002. En la próxima elección primaria, Pineda Ponce fue seleccionada para ser la candidata Liberal a la Presidencia. Durante las elecciones generales cumplidos el 25 de noviembre de 2001, el partido liberal ganó 55 de los 128 escaños parlamentarios en el Congreso Nacional de Honduras, aunque Pineda Ponce recibió sólo el 30% de los votos y perdió la elección al candidato del Partido Nacional Ricardo Maduro.
Pineda Ponce intentó montar otra campaña presidencial en 2004, pero participó y apoyó la campaña presidencial de Manuel Zelaya después de que Zelaya se convirtiera en el candidato del partido liberal en 2005. Después de las elecciones, Pineda Ponce sirvió como Ministra de educación en el gobierno de Zelaya de 2006 a 2007. Durante su mandato como Ministro de educación, supervisó la reactivación del sistema escolar normal para capacitar a los docentes que habían sido descontinuados por la administración anterior.  Esta medida se adoptó para cubrir un déficit de miles de maestros, especialmente para miles de niños de entre cuatro y seis años que no tenían acceso al sistema de educación prebásica simplemente porque no hay escuelas ni maestros contratados. Después de más de un año, Pineda Ponce se dio cuenta de que ya no podía trabajar de manera efectiva en el gobierno de Zelaya, por lo que después de 17 meses renunció a su puesto en el ministerio. En una entrevista de 2008, observó que el gobierno de Mel Zelaya "no tiene dirección, brújula ni metas" y que "en muchas de las acciones del actual Gobierno ha primado la improvisación, el golpe de efecto y a ratos un poco la teatralidad, más que el análisis sereno, juicioso y certero de los problemas nacionales".

## Vida posterior y últimos años
Pineda Ponce se retiró del gobierno al papel de estadista anciano en 2007, sólo para volver temporalmente a servir como ministro de la Presidencia en el gobierno interino de Roberto Micheletti, que surgió de la retirada del poder de Manuel Zelaya en 2009 crisis constitucional hondureña. Posteriormente, en una entrevista en 2010, opinó que los líderes del Partido Liberal, incluido el depuesto Zelaya, necesitaban unificar al partido para rescatar el poder y "defender la democracia". Sin embargo, los amargados seguidores de Zelaya impugnaron las elecciones posteriores dentro del recién creado Partido Libertad y Refundación.
Después de que la oposición Partido Nacional de Honduras tomó el control tanto de la Presidencia como del Congreso, Pineda Ponce cuestionó la posterior productividad del gobierno y del Congreso, observando que gran parte de su legislación violaba la Constitución.
Fue durante este último período de su vida que Pineda Ponce acuñó la expresión "Tilín, Tilín" que ha entrado en el léxico político de Honduras en referencia a políticos que comprometen principio y partido por el tintineo del dinero.
Después de una enfermedad que causó que Pineda Ponce se apartara de la vida pública, el Congreso se reunió en una sesión plenaria y votó un decreto para extender la ayuda financiera a su expresidente y candidato presidencial.

## Fallecimiento
Falleció en Tegucigalpa, el 24 de enero de 2014 a los 83 años de edad.

## Lectura adicional
- Datos biográficos de Pablo Zelaya Sierra, by José V Vásquez and Rafael Pineda Ponce, Secretaría de Educación, Tegucigalpa, M.D.C., Honduras, C.A., 2006, OCLC 255920042
- Datos para una monografía de Siguatepeque, by Rafael Pineda Ponce, Comayagüela, Honduras : Editora Cultural, C.A., 1979, OCLC 10982459
- Doctor Vicente Mejia Colindres : Presidente Constitucional 1929-1933, by Rafael Pineda Ponce, Tegucigalpa, M.D.C., Honduras, C.A., 1985, OCLC 144707029
- Ecos del bicentenario del nacimiento de Morazán, by Rafael Pineda Ponce, Consejo Ejecutivo del Partido Liberal de Honduras, Tegucigalpa, M.D.C., Honduras, C.A., 1992, OCLC 868015334
- La excelencia académica y la responsabilidad histórica de la Universidad Nacional Autónoma de Honduras, by Rafael Pineda Ponce, Tegucigalpa, M.D.C., Honduras, C.A., 1989, OCLC 25936285

| Predecesor: Eugenio Matute Canizales | Ministro de Educación Pública 1980-1981                | Sucesor: Alma Rodas de Fiallos |
| Predecesor: Carlos Flores Facussé    | Presidente del Congreso Nacional de Honduras 1998-2002 | Sucesor: Porfirio Lobo Sosa    |
| Predecesor: Roberto Martínez Lozano  | Ministro de Educación Pública 2006-2007                | Sucesor: Marlon Brevé Reyes    |

- Datos: Q7282258